# سكيب الكسندر
سكيب الكسندر (بالإنجليزية: Skip Alexander)‏ هو لاعب غولف أمريكي، ولد في 6 أغسطس 1918 في فيلادلفيا في الولايات المتحدة، وتوفي في 24 أكتوبر 1997 في سانت بيترسبرغ في الولايات المتحدة.